# Philip Moger
Philip Robert Moger (ur. 25 kwietnia 1955 w Halifax) – brytyjski duchowny rzymskokatolicki, biskup pomocniczy Southwark w latach 2023-2024, biskup nominat Plymouth.

## Życiorys

### Prezbiterat
Święcenia kapłańskie przyjął 26 czerwca 1982 i został inkardynowany do diecezji Leeds. Pracował głównie jako duszpasterz parafialny. W latach 1995–2004 kierował jednocześnie duszpasterstwem powołań w diecezji, a w latach 2001–2004 był też sekretarzem biskupim. W 2020 został rektorem sanktuarium w Walsingham.

### Episkopat
28 listopada 2022 papież Franciszek mianował go biskupem pomocniczym archidiecezji Southwark, ze stolicą tytularną Glastonia. Sakry udzielił mu 21 lutego 2023 arcybiskup John Wilson. 13 września 2024 ten sam papież przeniósł go na urząd biskupa Plymouth. Pierwotnie kanoniczne objęcie przez niego diecezji zaplanowane było na początek listopada 2024, jednak z powodów osobistych biskup Moger był zmuszony je przesunąć. Po wydłużającym się czasie trwania tych problemów zdecydował się złożyć na ręce papieża rezygnację z objęcia urzędu biskupa Portsmouth, która została przez niego przyjęta.